# Nissan Almera
Nissan Almera (укр. Ніссан Альмера) — автомобіль японсько-французької компанії Nissan, що випускався з 1995 по 2006 рік. По суті, Almera була європейським аналогом Nissan Pulsar/Nissan Sentra/Nissan Bluebird Sylphy.

## Перше покоління N15 (1995—2000)
Перше покоління Nissan Almera зійшло з конвеєра наприкінці 1995 року як заміна для Nissan Sunny, назва якої використовувалася протягом майже 30 років. Модель була майже ідентичною Nissan Pulsar N15, що продавалась в Японії, за винятком різновидів варіантів обробки і вибору бензинових двигунів. Автомобіль спочатку комплектувався бензиновими двигунами 1,4 GA14DE і 1.6 GA16DE, а також дизелем 2.0 CD20, але в 1996 році добавилася версія GTi з бензиновим двигуном 2,0 SR20DE. 1,4, 1,6 і 2.0D двигуни були доступні як на трьох і п'яти дверних хетчбеках, так і на чотирьох дверних седанах, в той час як GTi був доступний тільки в трьох дверному кузові.
Майже всі Альмера, продавані у Великій Британії, були хетчбеки з трьома або п'ятьма дверима — це абсолютно відрізнялося від інших регіонів, таких як Ірландія, де автомобілі з кузовом седан зустрічалися частіше. Рівень специфікації був хорошим, усі моделі комплектувалися гідропідсилювачем керма, подушкою безпеки водія, електродзеркалами і стереосистемами. Протягом виробництва Альмери існувало багато видів комплектацій, але більшість з них не включало в себе що-небудь більше, ніж інші моделі конкурентів.
Альмера, як і більшість інших японських автомобілів, мала кращу якість збірки і надійність.

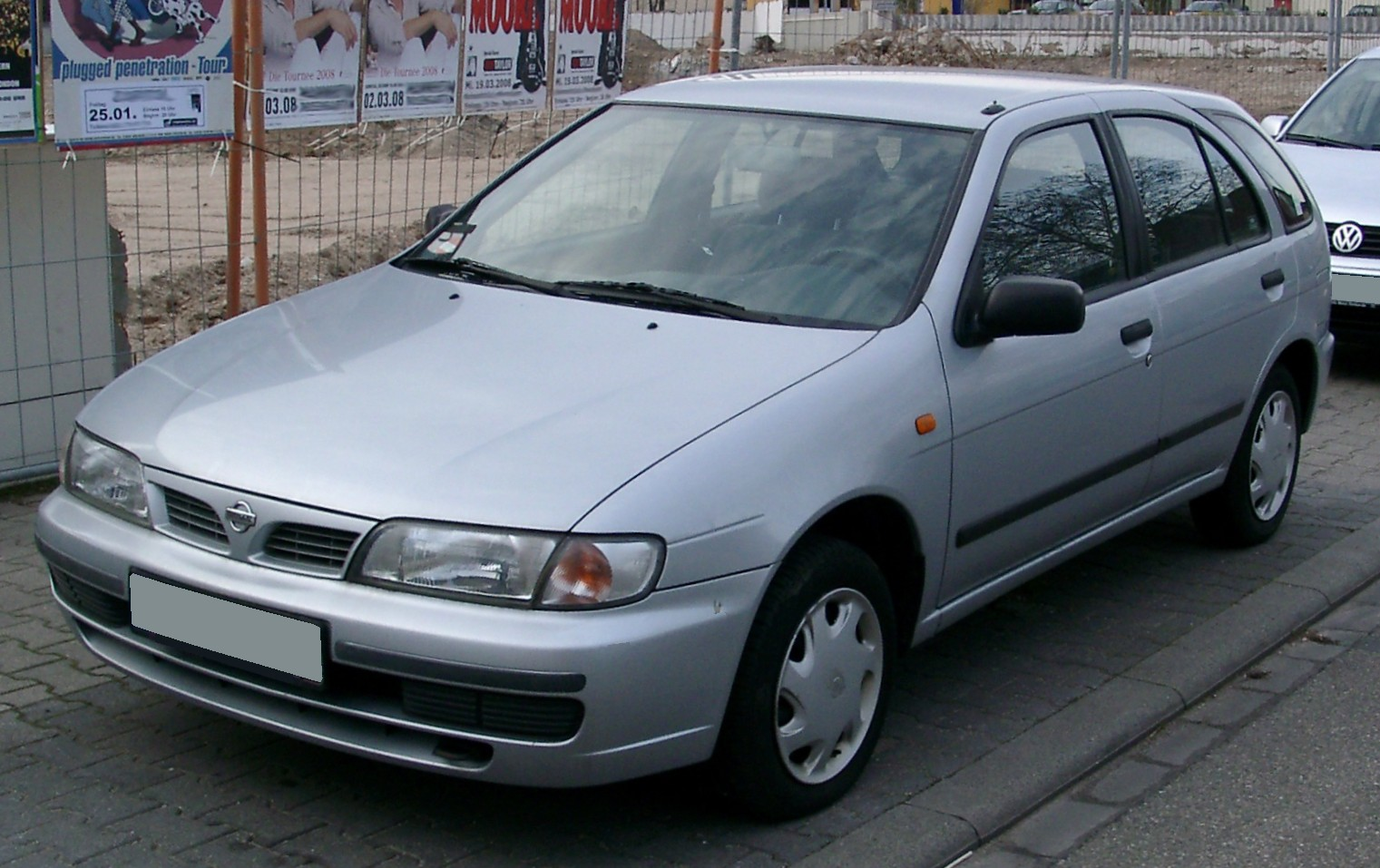
Nissan Almera N15 (1995—1998)

### Етап 1 (1995—1998)
Провідними моделями на кожну потужність двигуна були:
- 1.4 Si GA14DE 75/87 к.с.
- 1.6 SRi GA16DE 90/99 к.с.
- 2.0 GTi SR20DE (1996 року, з обвісом і без обвісу) 143 к.с.
- 2.0 D CD20 76 к.с.

Комплектація все включено «високого спектру» включала в себе: бампери з протитуманними фарами (Додатково на Si моделі), литі диски з 1996 року
(Різний розмір і конструкція між Si / SRi 14 «та GTi 15») і задній спойлер (GTi моделі мали інтегроване гальмівне світло, також спойлери були додатковими на Si моделях).
2.0-літровий GTi мав додатковий «агресивний вид» фабричний обвіс, з BMW M3-стиль бічних порогів і передніх / задніх розгалужувачів. Моделі без обваження поставлялися з простішим пластиковим переднім перехідником.
GTi включало завищену підвіску, передні і задні розпірки стійок і швидку рейку керма.

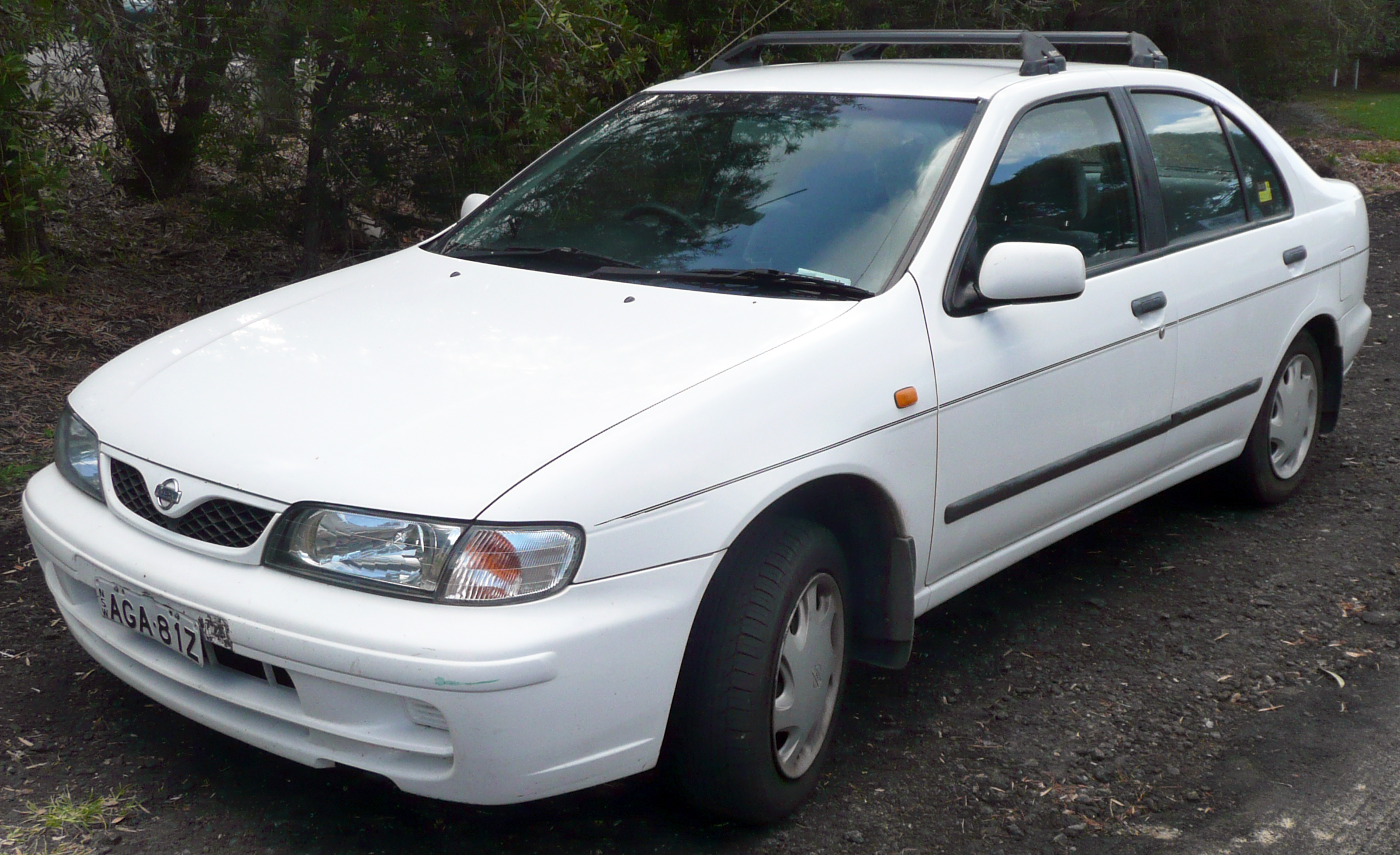
Nissan Almera N15 (1998—2000)

### Етап 2 (1998—2000)
Для другої фази передні бампери були видозмінені, передні розгалужувачі були додані на Si, SRi і GTi повний круговий обвіс за замовчуванням (хоча додатковим вибором, було не мати обважування), і тепер всі задні спойлери були вже з інтегрованим гальмівним світлом. Первісна телескопічна радіоантена була перенесена з передньої водійської стійки на задню частину даху і була замінена на антену «bee-sting». На GTi на другому етапі фари і передні індикатори оснащені чорним обрамленням.
- 1,4 Si GA14DE 75/87 к.с.
- 1,6 SRi GA16DE 90/99 к.с.
- 2,0 GTi SR20DE (з обвісом і без обвісу) 143 к.с.
- 2.0 GTi+T SR20DE+T (покупці мали тенденцію встановлювати на нього турбіну, це не проходило за стандартами)
- 2.0 D CD20 76 к.с.

Обважування було змінено на більш тонке, прямий дизайн на GTi, з додаванням вентилів на задній розгалужувач. У зв'язку з безліччю «нещасних випадків» з розгалужувачами першого етапу, з причини тонкого, ламкого пластику, то в обважуванні другої фази вони стали міцніші. Таким чином, це не рідкість, щоб знайти GTi першої фази з бамперами другої фази або без розгалужувачів зовсім.

## Друге покоління N16 (2000—2006)

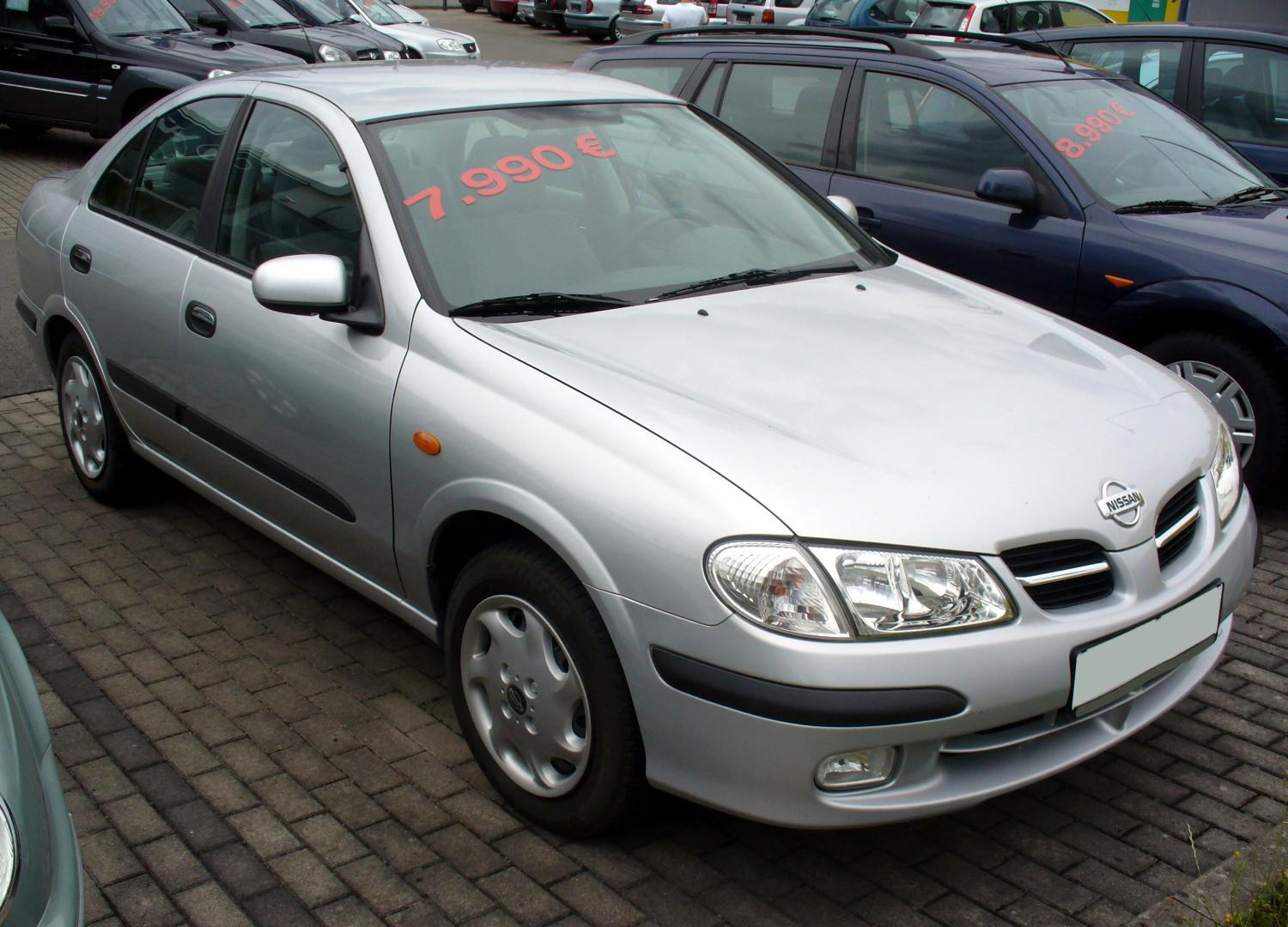
Nissan Almera N16 (2000—2002)

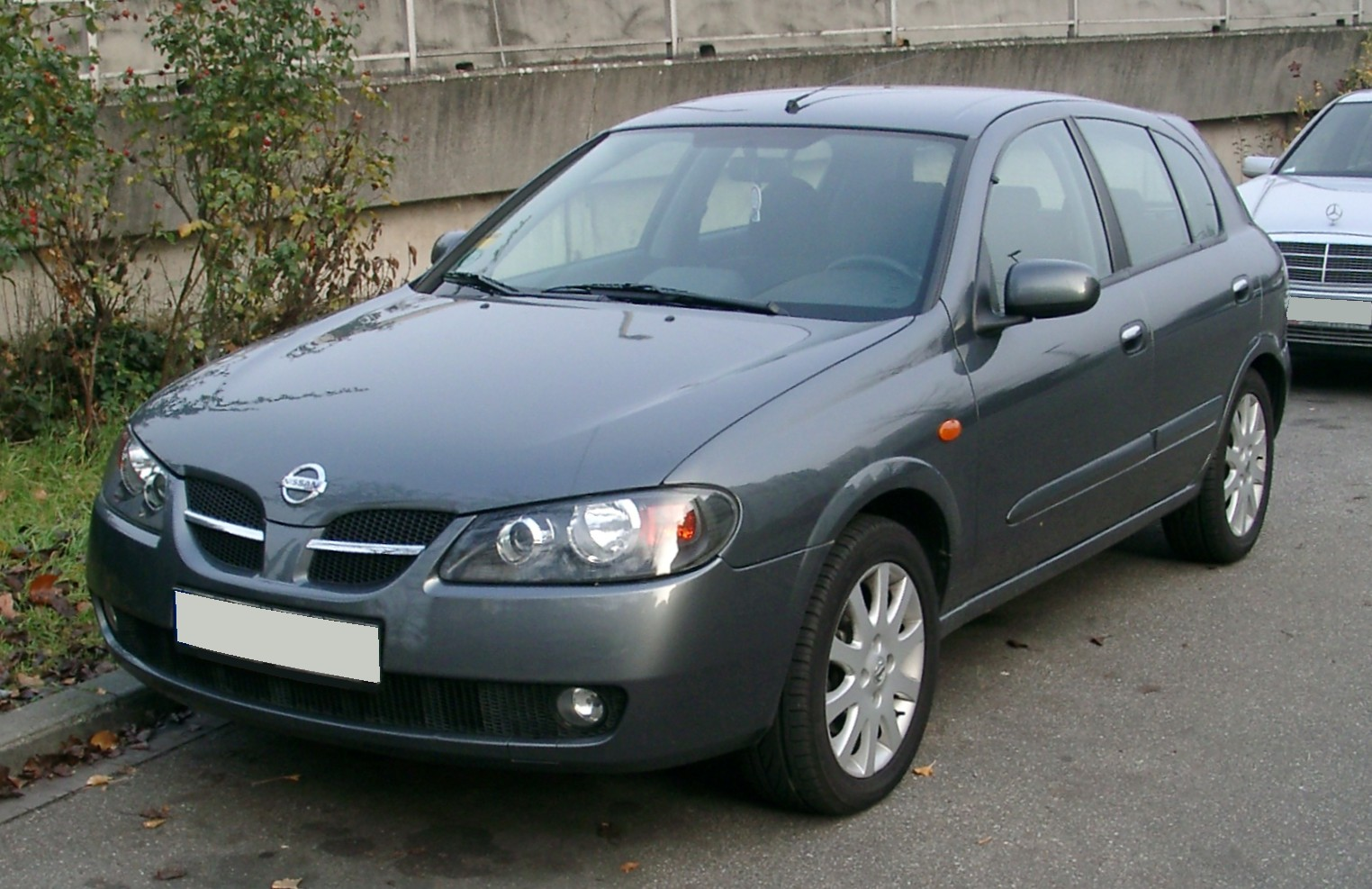
Nissan Almera N16 (2002—2006)

У 2000 році у світ вийшло друге покоління Nissan Almera. Машини цього покоління виготовлялись в конфігурації трьох і п'ятидверного хетчбека або чотиридверного седана. Вибір двигунів зводився до бензинових двигунів серії Nissan QG об'ємом 1,5 і 1,8 літра та турбодизеля з прямим уприскуванням YD22DDT об'ємом 2,2 літра і звичайного турбодизеля YD22DDTi. Автоматичні коробки передач встановлювалися на моделі 1,8 літра. Для японського ринку модель мала таку ж зовнішність і мала назву Bluebird-Sylphy. Для Сінгапуру модель називалася Sunny і комплектувалася двигуном 1,6 і АКПП.
У 2002 році модель модернізували.

### Двигуни
- 1.5 л QG15DE I4 90/98 к.с.
- 1.8 л QG18DE I4 114/115 к.с.
- 1.5 л K9K I4 (diesel) 82 к.с.
- 2.2 л YD22DDT I4 (diesel) 110 к.с.
- 2.2 л YD22DDTi I4 (diesel) 112/136 к.с.

## Третє покоління N17 (2011—2018)

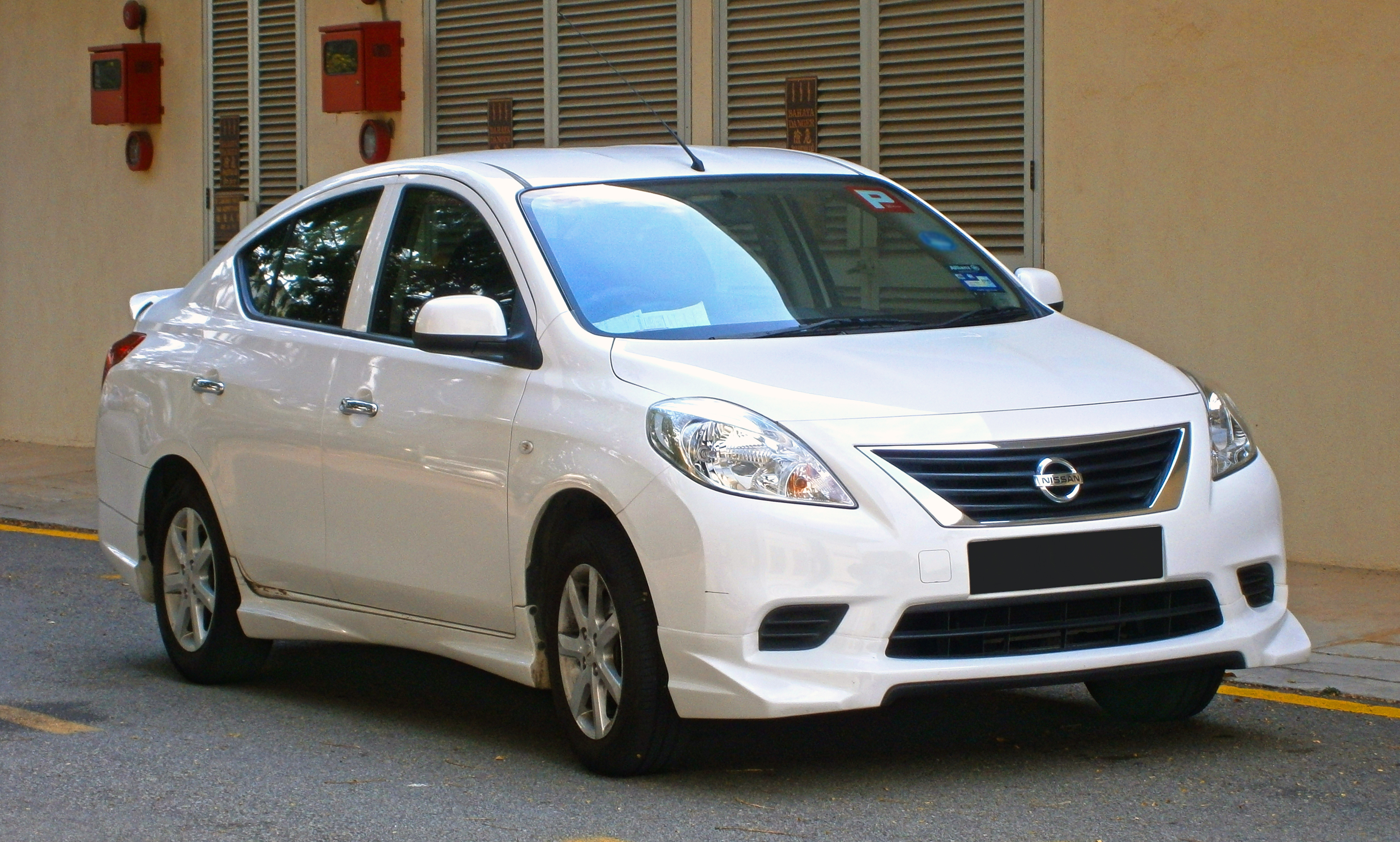
Nissan Almera (N17)

В березні 2011 року в Малайзії представили Nissan Almera третього покоління для місцевого ринку. В США продається як друге покоління Nissan Versa.
Автомобіль збудовано на платформі Nissan V, що й Nissan Micra.
Ніссан Альмера третього покоління офіційно визнаний «легким седаном» і вважається найдовшим автомобілем в своєму класі, більшим, ніж Honda City і седан версії Holden Barina, Hyundai Accent, Kia Rio або Toyota Yaris. Довжина автомобіля передбачає наявність просторого салону, в якому Ви зможете комфортно себе почувати, багажник автомобіля, також, дивує своїм розміром — 490 літрів. Під капотом автомобіля розміщений 1,5-літровий 4-циліндровий бензиновий двигун. Almera може комплектуватися 5-ступінчастою механічною коробкою передач або 4-ступінчастою автоматичною. При установці механічної коробки передач, двигун витрачає 6,3 л/100 км, в той час, як автоматична 6,7 л/100 км. Стандартна комплектація автомобіля досить непогана. Базові моделі оснащуються: 4 динаміками, стереосистемою, антеною, модернізованою панеллю приладів, кондиціонером, заднім спойлером і вентильованими задніми сидіннями. Серед опціональних пакетів можна виділити: Premium, Comfort та MT. Пакет Преміум доповнений системою безключового доступу. В опціональну комплектацію, також, входять: парктронік, індикатори бічних стекол, сенсори руху в зворотному напрямку і протитуманні фари.

### Двигуни
- 1.2 л HR12DE I3 79 к.с., 106 Нм
- 1.5 л HR15DE I4
- 1.6 л HR16DE I4
- 1.5 л K9KE424 I4 (diesel)

## Четверте покоління N18 (з 2018)

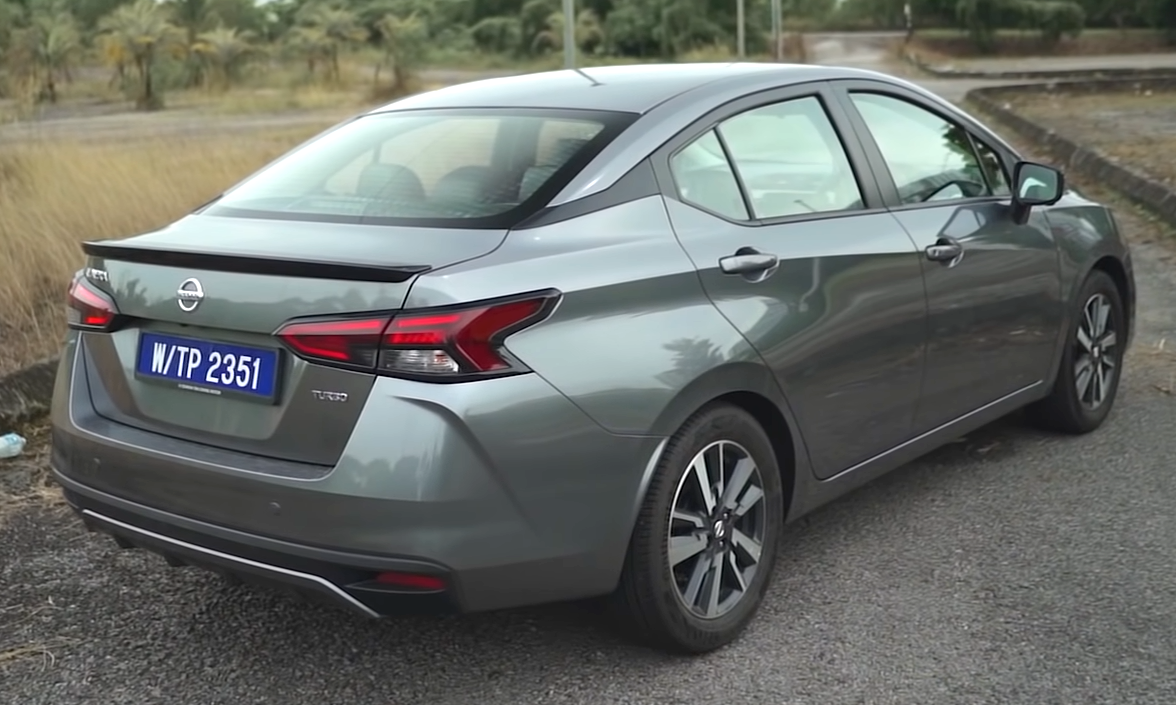
Nissan Almera SR

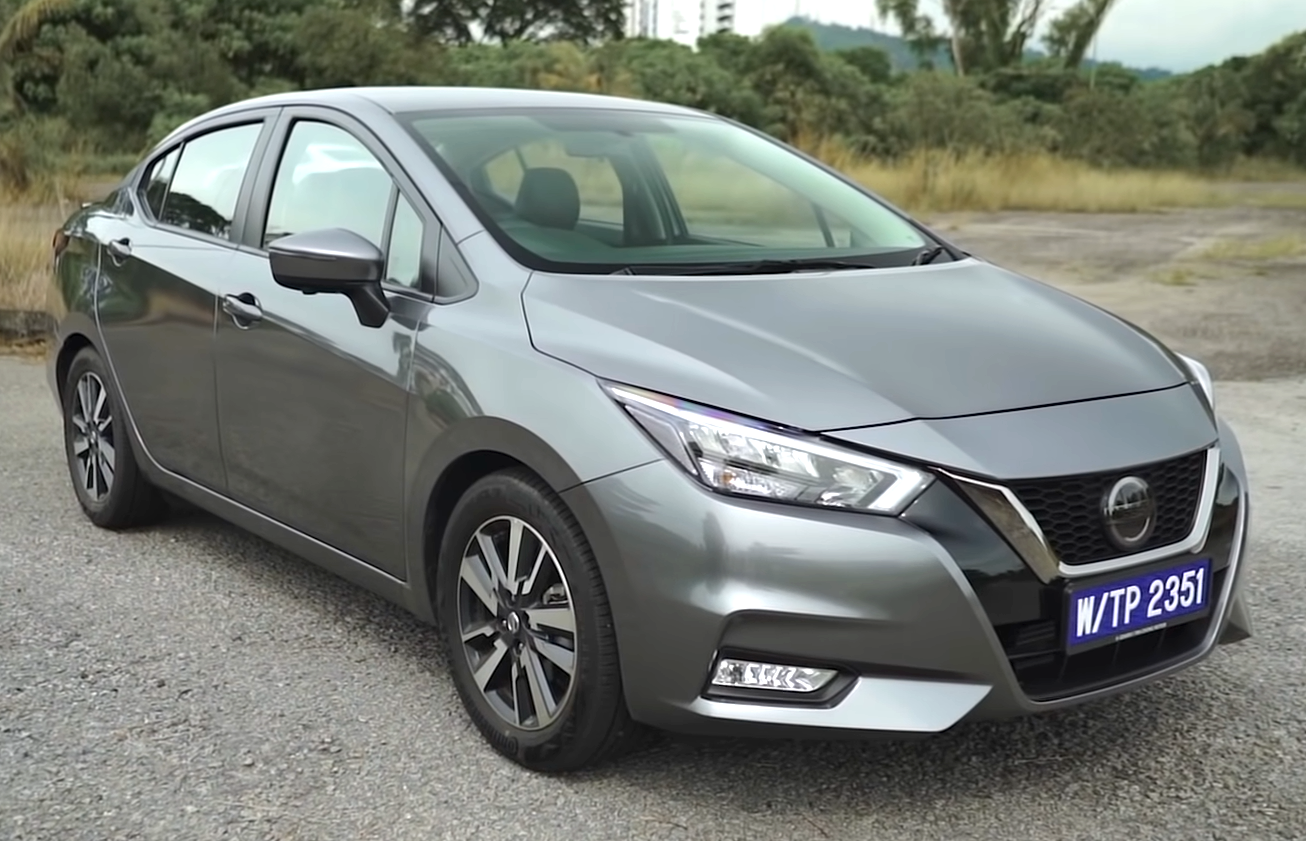
Nissan Almera SR

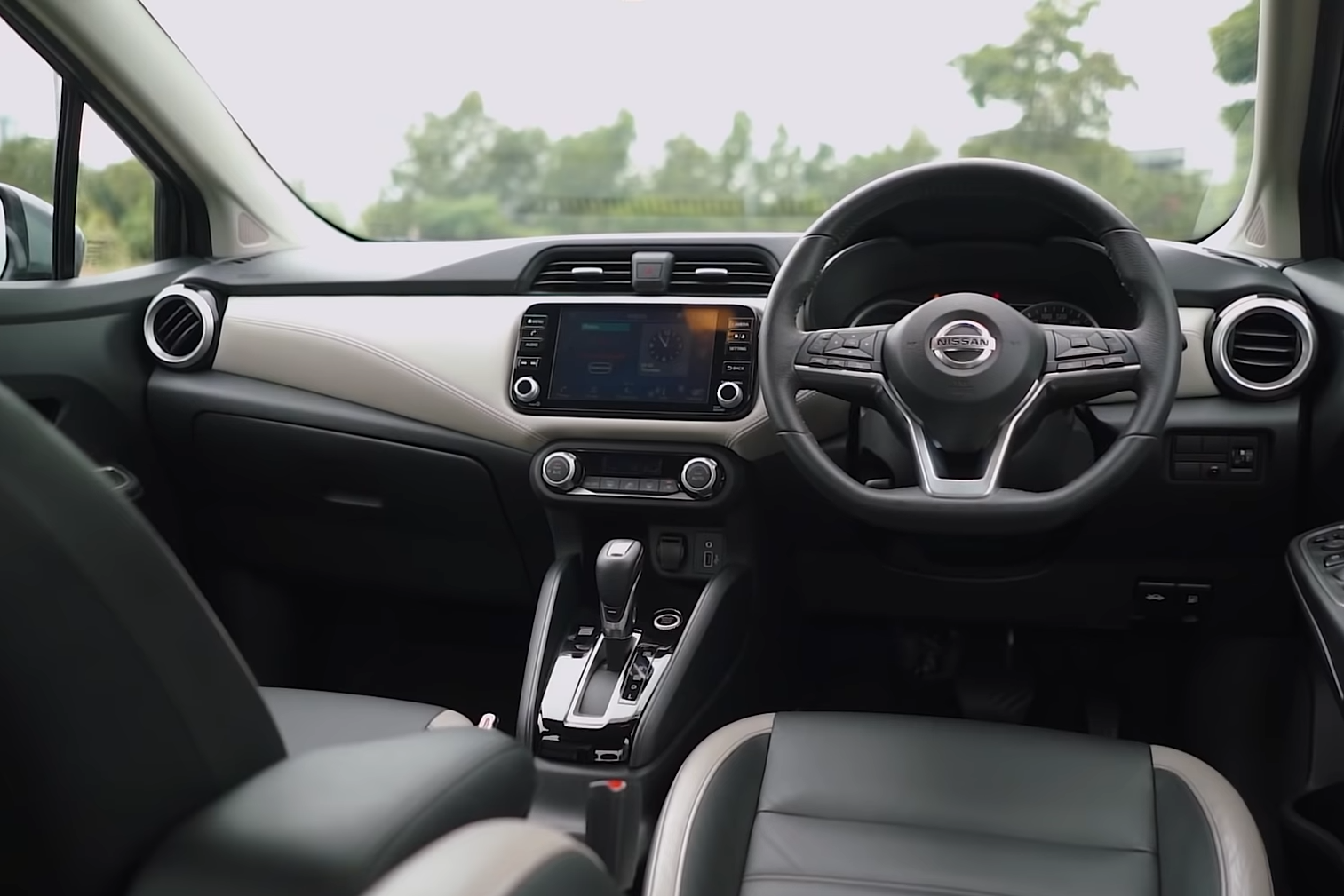

Четверте покоління Almera було представлено 12 квітня 2019 року в Форт-Лодердейл, штат Флорида, США, як третє покоління Nissan Versa, за тиждень до його публічного дебюту в Нью-Йорку. Продажі почнуться в третьому кварталі 2019 року. Автомобіль як і раніше збудований на платформі Nissan V, яка поділяється з п'ятим поколінням Micra. Четверте покоління Almera також було представлено для в Малайзії у 2019 році.

### Двигуни
- 1.0 л HR10DET IG-TURBO I3 100 к.с., 152 Нм
- 1.6 л HR16DE І4 124 к.с., 155 Нм (Nissan Versa)

## Інші версії

### Nissan Almera Classic B10 (2006—2012)

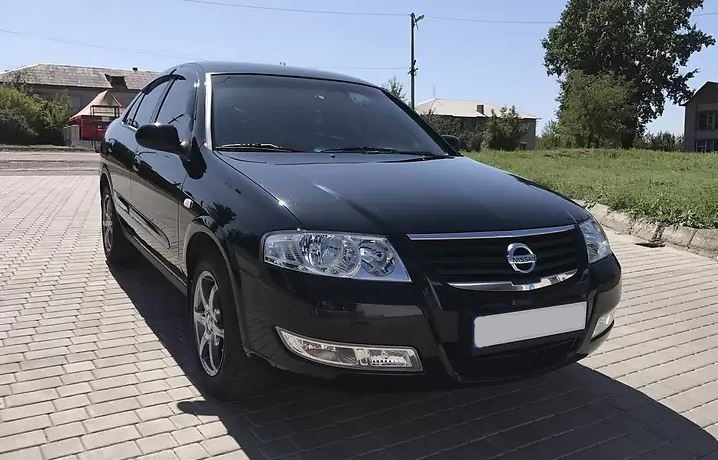
Nissan Almera Classic B10 Front

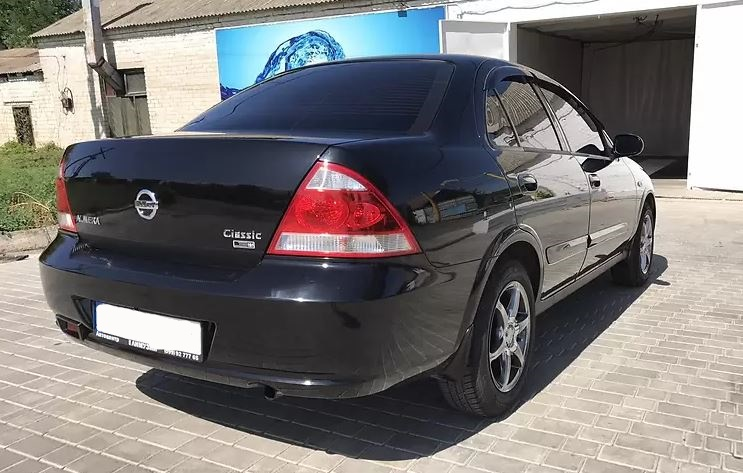
Nissan Almera Classic B10 Rear

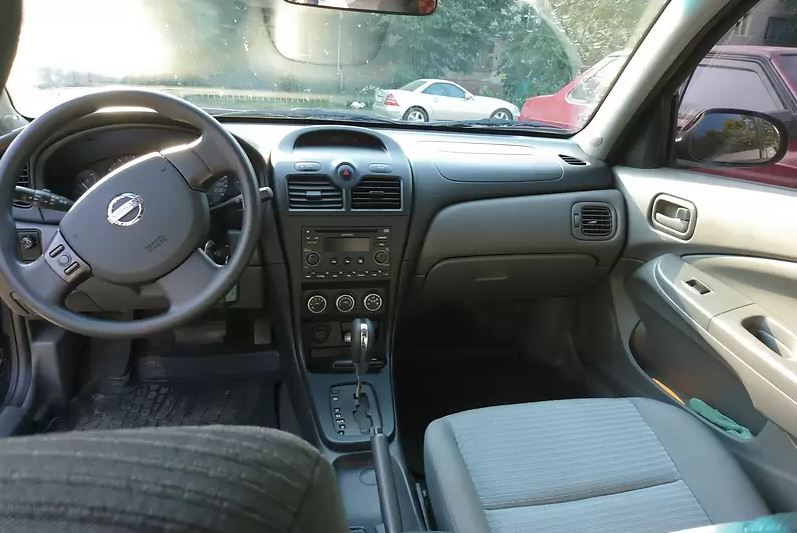
Nissan Almera Classic Салон АКПП

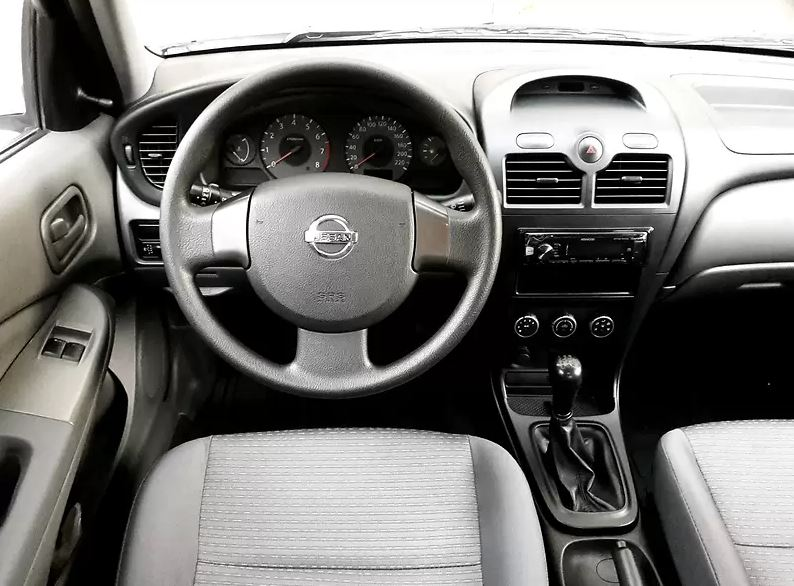
Nissan Almera Classic Салон МКПП

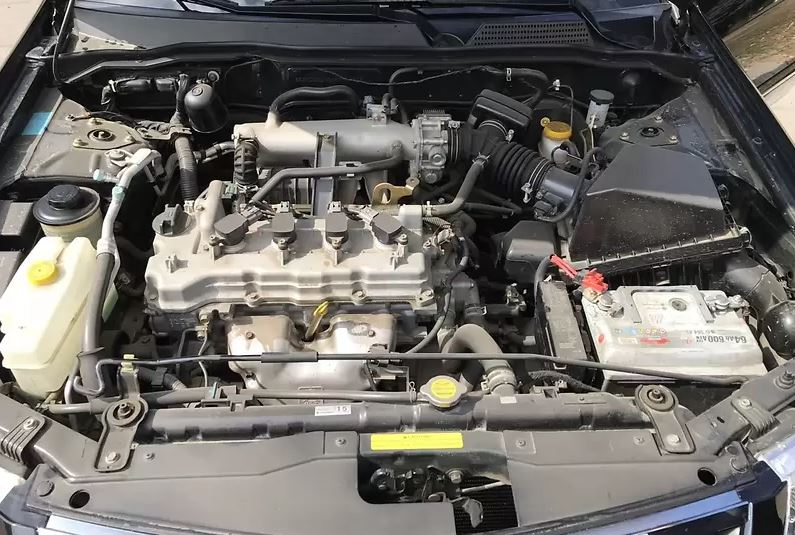
Nissan Almera Classic Двигун QG16DE

Nissan Almera Classic (Ніссан Альмера Класик) — передньопривідний седан C-класу, побудований на платформі Almera N16. За межами України автомобіль відомий також під іменами B10 Almera, B10 Sunny, Renault Scala, а також Renault Samsung SM3.
Важливою особливістю Almera Classic є те, що автомобіль пройшов спеціальну підготовку, орієнтовану на потреби і умови експлуатації в Росії і Україні. Мова йде про можливість запуску двигуна в зимовий період, а також про особливі настройках підвіски і гідропідсилювача керма для їзди по різним типам далеко не завжди ідеального дорожнього покриття.
Альмера Класик представлена в трьох комплектаціях PE, PE+ і SE. У базовій версії седан позбавлений практично всіх засобів безпеки та комфорту, проте вже в PE+ присутні ABS+EBD, дві фронтальні подушки безпеки, кондиціонер, підігрів сидінь, коректор фар, 15-дюймові легкосплавні диски і навіть система дистанційного відкриття багажника.
Альмера оснащена 1,6-літровим бензиновим двигуном QG16 потужністю 107 л. с. (79 кВт) при 6000 об/хв. На пік крутного моменту в 146 Нм мотор виходить при 3600 обертах, споживаючи в комбінованому циклі від 6,8 до 7,6 літрів палива на 100 км, в залежності від трансмісії. Їх дві — 5-ступінчаста «механіка» і 4-ступінчаста автоматична коробка передач. Від вибору тієї або іншої залежить і динаміка автомобіля. З механічною КП розгін до 100 км/год займає 12 секунд, з «автоматом» — 14 секунд.
В Україні продажі Альмера Класик стартували в травні 2006 року. Виробництво автомобіля буде налагоджено на заводі альянсу Рено-Ніссан в південно-корейському місті Пусан.
| Загальні характеристики           |                        |
| Марка                             | Nissan                 |
| Модель                            | Almera Classic (B10)   |
| Тип кузова                        | Седан                  |
| Кількість дверей                  | 4                      |
| Кількість місць                   | 5                      |
| Клас автомобіля                   | С                      |
| Положення керма                   | Лівостороннє           |
| Країна виробник/місто             | Південна Корея / Пусан |
| Виробництво по місяць/рік         | 11 / 2012              |
| Двигун                            |                        |
| Виробник                          | Yokohama Plant         |
| Розробка                          | Aichi Machine Industry |
| Маркування                        | QG16DE                 |
| Об'єм двигуна, л/куб.см           | 1.6 / 1596             |
| Потужність к.с/кВт/об.хв          | 107 / 79 / 6000        |
| Крутний момент Нм/об.хв           | 146 / 3600             |
| Індекс потужності                 | 64 к.с на 1 л          |
| Положення двигуна                 | Спереду, поперечно     |
| Положення циліндрів               | L4                     |
| Тип                               | Інжектор, DOHC         |
| Кількість циліндрів               | 4                      |
| Матеріал блока циліндрів          | Чавун                  |
| Порядок роботи циліндрів          | 1-3-4-2                |
| Діаметр циліндра мм               | 76                     |
| Хід поршня мм                     | 88                     |
| Робочий об'єм камери згоряння см³ | 40.74                  |
| Ступінь стиснення                 | 9.5 — 9.8              |
| Особливості ДВС                   | EGR                    |
| Турбонаддув                       | Нема                   |
| Гідрокомпенсатори                 | Нема                   |
| Кількість клапанів                | 16 штук                |
| Матеріал клапанної кришки         | Алюміній               |
| Привід ГРМ                        | Цепний                 |
| Фазорегулятор                     | CVTC                   |
| Масло, об'єм л/Тип                | 2.7 / 5W-30            |
| Тип палива, марка                 | Бензин / А-95          |
| Екологічні норми                  | Euro III               |
| Ресурс двигуна тис.км             | 250 000 +              |

| Трансмісія                              |                         |
| Тип приводу                             | Передній                |
| Тип КПП                                 | МКПП 5-ст. / АКПП 4-ст. |
| Модель МКПП                             | 4M40 (32010-AV708)      |
| Сумісність МКПП с двигунами             | QG15-DE / QG16 DE       |
| Виробник МКПП/Країна                    | Nissan Motor / Японія   |
| Модель АКПП                             | RE4F03A                 |
| Виробник АКПП/Країна                    | JATCO / Японія          |
| Тип АКПП                                | Гідроавтомат            |
| Для двигунів об'ємом до                 | 2.5 л                   |
| Крутний момент до                       | 240 Нм                  |
| Рекомендоване масло                     | Nissan AT-Matic D Fluid |
| Об'єм                                   | 8.3 л                   |
| Заміна масла                            | Кожні 70 000 км         |
| Заміна фільтра                          | Раз на 70 000 км        |
| Ресурс АКПП тис.км                      | 250 000 +               |
| Експлуатаційні показники                |                         |
| Розгін до 100 км/год, МКПП              | 12.1 с                  |
| Максимальна швидкість км/год, МКПП      | 184                     |
| Розгін до 100 км/год, АКПП              | 13.9 с                  |
| Максимальна швидкість км/год, АКПП      | 177                     |
| Витрата палива місто, МКПП              | 9.5 л                   |
| Витрата палива траса, МКПП              | 5.6 л                   |
| Витрата палива змішаний, МКПП           | 7.1 л                   |
| Витрата палива місто, АКПП              | 10.7 л                  |
| Витрата палива траса, АКПП              | 6.1 л                   |
| Витрата палива змішаний, АКПП           | 7.8 л                   |
| Маса, кг                                | 1160                    |
| Повна маса, кг                          | 1700                    |
| Об'єм багажника, л                      | 460                     |
| Складання задніх сидінь                 | Відсутнє                |
| Об'єм паливного бака, л                 | 55                      |
| Діаметр розвороту, м                    | 10.6                    |
| Гальмівна система                       |                         |
| Передні гальма                          | Дискові вентильовані    |
| Задні гальма                            | Барабанні               |
| Допоміжні системи                       | ABS і EBD               |
| Діаметр переднього гальмівного диска мм | 257                     |
| Діаметр заднього гальмівного диска мм   | 258                     |

| Ходова                | |
| Передня               | Незалежна McPherson з телескопічними амортизаційними стійками, встановленими на них пружинами і одинарними поперечними важелями |
| Ззаду                 | Залежна, торсіонна балка з демпфуючими і пружинними елементами                                                                  |
| Тип управління кермом | Гідропідсилювач |
| Габаритні розміри     | |
| Довжина, мм           | 4510 |
| Ширина, мм            | 1710 |
| Висота, мм            | 1440 |
| Колісна база, мм      | 2535 |
| Передня колія, мм     | 1490 |
| Колія ззаду, мм       | 1490 |
| Розмір шин            | 175/70 R14, 185/65 R15 |
| Розмір дисків         | 5Jx14, 6Jx15 |

Продаж Nissan Almera Classic в Україні стартував в травні 2006 року, та за перший місяць було реалізовано 136 штук.
Ціна на автомобіль у 2006 рік, стартувала з позначки від 14390 до 19190 доларів США.